# Amphoe Khok Pho Chai
Amphoe Khok Pho Chai (Thai: อำเภอ โคกโพธิ์ไชย) ist ein Landkreis (Amphoe – Verwaltungs-Distrikt) in der Provinz Khon Kaen. Die Provinz Khon Kaen liegt in der Nordostregion von Thailand, dem so genannten Isan.

## Geographie
Benachbarte Landkreise (von Norden im Uhrzeigersinn): die Amphoe Mancha Khiri, Chonnabot und Waeng Yai in der Provinz Khon Kaen, sowie die Amphoe Khon Sawan und Kaeng Khro der Provinz Chaiyaphum.

## Geschichte
Khok Pho Chai wurde am 30. April 1994 zunächst als „Zweigkreis“ (King Amphoe) eingerichtet, indem sein Gebiet vom Amphoe Mancha Khiri abgetrennt wurde.
Am 15. Mai 2007 hatte die thailändische Regierung beschlossen, alle 81 King Amphoe in den einfachen Amphoe-Status zu erheben, um die Verwaltung zu vereinheitlichen.
Mit der Veröffentlichung in der Royal Gazette „Issue 124 chapter 46“ vom 24. August 2007 trat dieser Beschluss offiziell in Kraft.

## Verwaltungseinheiten

### Provinzverwaltung
Der Landkreis Khok Pho Chai ist in vier Tambon („Unterbezirke“ oder „Gemeinden“) eingeteilt, die sich weiter in 40 Muban („Dörfer“) unterteilen.
| Nr. | Name       | Thai    | Muban | Einw. |
| --- | ---------- | ------- | ----- | ----- |
| 1.  | Ban Khok   | บ้านโคก  | 11    | 7.116 |
| 2.  | Pho Chai   | โพธิ์ไชย  | 10    | 7.136 |
| 3.  | Sap Sombun | ซับสมบูรณ์ | 11    | 6.638 |
| 4.  | Na Phaeng  | นาแพง   | 08    | 4.597 |

### Lokalverwaltung
Es gibt 4 Kommunen mit „Kleinstadt“-Status (Thesaban Tambon) im Landkreis:
- Phu Pha Daeng (Thai: เทศบาลตำบลภูผาแดง), bestehend aus Teilen des Tambon Ban Khok.
- Pho Chai (Thai: เทศบาลตำบลโพธิ์ไชย), bestehend aus dem gesamten Tambon Pho Chai.
- Na Phaeng (Thai: เทศบาลตำบลนาแพง), bestehend aus dem gesamten Tambon Na Phaeng.
- Ban Khok (Thai: เทศบาลตำบลบ้านโคก), bestehend aus weiteren Teilen des Tambon Ban Khok.

Es gibt eine „Tambon-Verwaltungsorganisation“ (องค์การบริหารส่วนตำบล – Tambon Administrative Organization, TAO):
- Sap Sombun (Thai: องค์การบริหารส่วนตำบลซับสมบูรณ์)